# Dembiński Hrabia

Herb według oryginalnego nadania

Dembiński Hrabia – polski herb szlachecki, hrabiowska odmiana herbu Rawicz.

## Opis herbu
Opisy z wykorzystaniem klasycznych zasad blazonowania:
W polu złotym, na niedźwiedziu czarnym, kroczącym, o języku czerwonym, panna (królewna) w sukni czerwonej, o głębokim dekolcie, patrząca wprost. Nad tarczą korona hrabiowska, a nad nią hełm w koronie, z którego klejnot: pół niedźwiedzia jak w godle, wspiętego, trzymającego w prawej łapie różę czerwoną o łodydze zielonej. Labry czarne podbite złotem.

## Najwcześniejsze wzmianki
Nadany 2 sierpnia 1784 Janowi Nepomucenowi von Dembiany Rawicz-Dembińskiemu z galicyjskim tytułem hrabiowskim i predykatem hoch- und wohlgeboren (wysoko urodzony i wielmożny). Podstawą nadania był patent szlachecki z 1775, funkcja radcy dworu wiedeńskiego, domicyl galicyjski, szlachectwo potwierdzone przez komisję magnatów oraz oddanie dworowi cesarskiemu.

## Herbowni
graf von Dembiany Rawicz–Dembiński.